# بوكليس دي لا مايين 2016
بوكليس دي لا مايين 2016 (بالألمانية: Boucles de la Mayenne 2016) هو سباق دراجات هوائية، وهو الموسم رقم 42 من نفس السباق، وأقيم خلال الفترة 2 يونيو 2016، وحتى 5 يونيو 2016، وامتدّ لمسافة 556.5 كيلومتر، وهو أحد سباقات طواف أوروبا للدراجات 2016، وقد شارك في السباق 126 متسابقاً ووصل إلى نهايته 106 متسابقاً.
فاز فيه بالمركز الأول بريان كوكار، وبالمركز الثاني أنتوني ديلابلاسي، وبالمركز الثالث توماس بودات، والفريق الفائز في ترتيب الفرق ديركت إينرجي 2016.

## الفرق
| فريق عالمي- FDJ فرق قارية محترفة (10)- أندروني جوكاتولي-سيدرمك 2016 ‏ - كاجا رورال-سيغوروس 2016 ‏ - Cofidis, Solutions Crédits - ديلكو ‏ - Direct Énergie - دراباك 2016 ‏ - Fortuneo-Vital Concept - غازبروم روسفيلو ‏ - Akros–Excelsior–Thömus ‏ - سبورت فلاندرين بالويس 2016 ‏ فرق قارية (10)- An Post–Chain Reaction ‏ - أرمي دي تير 2016 ‏ - إتش بي بي تي بي – أوبير 93 ‏ - Beobank-Corendon - موسم يوسكادي مورياس 2016 ‏ - Team Lotto–Kern Haus ‏ - Rabobank Development Team ‏ - Van Rysel–Roubaix ‏ - Team Waoo ‏ - فورارلبرغ 2016 ‏ |  |
| |  |

## المراحل
| قائمة المراحل | قائمة المراحل | قائمة المراحل                      | قائمة المراحل  | قائمة المراحل | قائمة المراحل      | قائمة المراحل |
| المرحلة       | التاريخ       | الدورة                             |                | المسافة (كم)  | الفائز بالمرحلة    | القائد العام  |
| ------------- | ------------- | ---------------------------------- | -------------- | ------------- | ------------------ | ------------- |
| Prologue      | 2 يونيو       | لافال (ماين) – لافال (ماين)        | فردي ضد الساعة | 4.5           | بريان كوكار        | بريان كوكار   |
| 1             | 3 يونيو       | Saint-Berthevin ‏ – Craon ‏          | مرحلة مستوية   | 190           | Francesco Chicchi ‏ | بريان كوكار   |
| 2             | 4 يونيو       | لافال (ماين) – Villaines-la-Juhel ‏ | مرحلة مستوية   | 182           | بريان كوكار        | بريان كوكار   |
| 3             | 5 يونيو       | Juvigné ‏ – لافال (ماين)            | مرحلة مستوية   | 180           | توماس سكالي        | بريان كوكار   |

## النتيجة

### مرحلة 0
أجريت في 2 يونيو 2016، وامتدّت لمسافة 4.5 كيلومتر فاز بالمرحلة بريان كوكار، ومتصدر الترتيب العام في نهاية المرحلة بريان كوكار.
| التصنيف العام | التصنيف العام | التصنيف العام | التصنيف العام  | التصنيف العام |        |
| الدراج        | الدراج        | البلد         | الفريق         | الوقت         | السرعة |
| ------------- | ------------- | ------------- | -------------- | ------------- | ------ |
| 1.            | بريان كوكار   | فرنسا         | Direct Énergie |               |        |

### مرحلة 1
أجريت في 3 يونيو 2016، وامتدّت لمسافة 190 كيلومتر فاز بالمرحلة Francesco Chicchi ‏، ومتصدر الترتيب العام في نهاية المرحلة بريان كوكار.
| التصنيف العام | التصنيف العام | التصنيف العام | التصنيف العام  | التصنيف العام |        |
| الدراج        | الدراج        | البلد         | الفريق         | الوقت         | السرعة |
| ------------- | ------------- | ------------- | -------------- | ------------- | ------ |
| 1.            | بريان كوكار   | فرنسا         | Direct Énergie |               |        |

### مرحلة 2
أجريت في 4 يونيو 2016، وامتدّت لمسافة 182 كيلومتر فاز بالمرحلة بريان كوكار، ومتصدر الترتيب العام في نهاية المرحلة بريان كوكار.
| التصنيف العام | التصنيف العام | التصنيف العام | التصنيف العام  | التصنيف العام |        |
| الدراج        | الدراج        | البلد         | الفريق         | الوقت         | السرعة |
| ------------- | ------------- | ------------- | -------------- | ------------- | ------ |
| 1.            | بريان كوكار   | فرنسا         | Direct Énergie |               |        |

### مرحلة 3
أجريت في 5 يونيو 2016، وامتدّت لمسافة 180 كيلومتر فاز بالمرحلة توماس سكالي.
| الدراج | الدراج | البلد | الفريق | الوقت | السرعة |  |

## التصنيف العام النهائي
| التصنيف العام | التصنيف العام    | التصنيف العام | التصنيف العام          | التصنيف العام |        |
| الدراج        | الدراج           | البلد         | الفريق                 | الوقت         | السرعة |
| ------------- | ---------------- | ------------- | ---------------------- | ------------- | ------ |
| 1.            | بريان كوكار      | فرنسا         | Direct Énergie         |               |        |
| 2.            | أنتوني ديلابلاسي | فرنسا         | Fortuneo-Vital Concept |               |        |
| 3.            | توماس بودات      | فرنسا         | Direct Énergie         |               |        |

## وصلات خارجية
- بوكليس دي لا مايين 2016 على موقع إحصائيات الدراجات الإحترافية (الإنجليزية)